# Dicranota uninebulosa
Dicranota (Rhaphidolabis) uninebulosa là một loài ruồi trong họ Pediciidae. Chúng phân bố ở vùng Indomalaya.